# Beyer von Boppard

Wappen der Familie Beyer von Boppard

Die Beyer von Boppard (auch Bayer von Boppard) ist ein aus Boppard stammendes Adelsgeschlecht, wo sie Reichsschultheißen und Erbburggrafen des ehemaligen Königshauses waren. Ende des 14. Jahrhunderts orientierten sich die Beyer von Boppard nach Lothringen. Zwei Vertreter ihrer Familie wurden Bischof von Metz. Ihr Stammsitz befand sich jedoch bis zum Aussterben der Familie im 16. Jahrhundert in Boppard im Beyerhof. Ihr Stammwappen war ein Löwe auf silbernem Grund.

## Geschichte
Im 12. Jahrhundert ist der Leitname Konrad in Urkunden nachweisbar. Ihr erster fassbare Vertreter war Conradius de Bopardia. Er wurde zur Unterscheidung von seinem gleichnamigen Vater Conradius puer (der Junge) genannt. Aus diesem Beinamen hat sich möglicherweise, in der Zeit in der sich bei ritterlichen Familien feste Familiennamen herauszubilden begannen, über Namensformen wie „Paurus“ beziehungsweise „Bauarus“ der Familienname Bauwarus gebildet. Dieser wurde dann mit „Beyer“ oder „Bayer“ rückübersetzt. Eine andere Möglichkeit für die Entstehung des Nachnamens ist eine Abstammung der Familie aus Bayern. Diese konnte aber genauso wenig nachgewiesen werden, wie eine Abstammung aus den Orten Rheinbay, Hausbay oder eine Verbindung mit dem Fluss Baybach.
Konrad, der Vater von Konrad dem Jungen, bekleidete in seinen letzten Lebensjahren das Amt des königlichen Schultheißen. Er starb um 1210. Konrad der Junge gehörte zu den Ministerialen, die dem König Philipp von Schwaben nahestanden. Nach dessen Ermordung ging er zu dessen Gegner, König Otto IV., über. Als erster in der Familie nannte er sich 1216 Cunradus Bauvarus, also mit dem später üblichen Familiennamen. Er wird auch als erster der Familie ausdrücklich als Ritter bezeichnet. Im Jahr 1221 ist er als Reichsschöffe in Boppard nachgewiesen, um 1224 ist er wahrscheinlich verstorben.
Von Konrad dem Jungen stammen sowohl die Familie Beyer von Boppard als auch die niederadlige Familie von Schöneck. Für die Familie der Beyer von Boppard konnte die Genealogie für das 12. Jahrhundert nicht lückenlos geklärt werden. Ein Konrad Beyer war von 1234 bis 1238 Schultheiß von Boppard. Wahrscheinlich war er ein Sohn von Konrad dem Jungen. In einer Urkunde seiner Witwe Guda aus dem Jahr 1258 werden sein Schwiegersohn, der Ritter Hermann de Littore, seine Söhne Konrad und Eynolf und seine Tochter Petrissa, die Nonne im Kloster Tiefenthal war, genannt. Unter den Zeugen dieser Urkunde befindet sich Heinrich I. Beyer, der für das Jahr 1241 als Ritter in Boppard nachgewiesen werden konnte. Er war der erste in der Familie, der ein eigenes Siegel verwendete. Dieses befand sich an einer heute nicht mehr erhaltenen Urkunde über den gemeinsamen Familienbesitz mit denen von Schöneck aus dem Jahr 1262. Heinrich verstarb nach 1275.
Als Meisterin des Klosters Marienberg ist Sophia von Boppard beziehungsweise Sophia Beyer von Boppard ungefähr von 1315 bis spätestens 1338 nachgewiesen.

### Heinrich IV.
Erst ab Ritter Heinrich IV. Beyer von Boppard konnte die Genealogie der Beyer Boppard sicher geklärt werden. In den Jahren 1308 bis 1318, also auch als Boppard 1312 an den trierischen Kurfürsten Balduin von Luxemburg verpfändet wurde, war Heinrich IV. Reichsschultheiß in Boppard. Im Gegensatz zu seinen bopparder Standesgenossen war er nicht bereit den Widerstand der Stadt Boppard gegen den Kurfürsten mitzutragen. Im Jahr 1322 ist Heinrich IV. trierischer Schultheiß von Oberwesel, das bald darauf den Widerstand gegen den Kurfürsten aufgab. Schultheiß von Boppard wurde sein Schwiegersohn Johann von Boppard, Sohn von Cuno unter den Juden und Heinrichs Tochter Agnes. Wenige Wochen nachdem Balduin 1327 die Stadt Boppard eingenommen hatte, wurde Heinrich IV. Beyer von Boppard wegen seiner Loyalität mit Gütern und Einkünften belehnt. Vier Jahre später wurde er vom Kurfürsten zum Erbburggrafen des vom Kurfürsten nicht mehr genutzten Königshauses ernannt und er hielt das Haus zum Lehen. Über seine früheren Kontakte zum König Heinrich VII. und zum Kurfürsten Balduin kam er in Kontakt mit König Johann von Böhmen, dessen Vasall er wurde. Lehensbindungen knüpfte er auch zu den Grafen von Katzenelnbogen, zu den Pfalzgrafen und zu König Ludwig der Bayer.
Im Jahr 1341 wurde Heinrich IV. Erbburggraf von Sterrenberg, Vogt von Hirzenach und ein Jahr später Amtmann von Oberwesel. 1343 wurde er Amtmann über das von Kurpfalz an Balduin verpfändete Gebiet von Bacharach, Steeg und Rheinböllen mitsamt den Burgen Stahleck, Stahlberg und Braunshorn. Im Jahr 1346 war Heinrich IV. in den Dienst des neu gewählten Königs Karl IV. getreten, wodurch seine Familie enge Beziehungen mit dem Reichsoberhaupt knüpfte. Dadurch und mit seinen Ämtern hatten die Beyer von Boppard wohl den Höhepunkt ihrer Stellung am Rhein erreicht. Heinrich IV. und seine Söhne gerieten nämlich ab 1349 wegen ihrer Amtsführung in heftigen Streit mit dem Kurfürsten Balduin, der in einem Manngerichtsverfahren gegen die Beyer endeten. In einem vom Pfalzgrafen vermittelten und von König Karl VI. bestätigten Vergleich einigten sich beide Seiten 1352 darauf, dass Heinrich IV. die trierischen Lehen behalten konnte, aber die Position des Erbburggrafen von Sterrenberg aufgeben und die kurpfälzische Pfandschaft in Bacharach und Umgebung räumen musste. Zeitweilig war Heinrich auch Gläubiger des Königs Karl IV. Im Jahr 1351 wurde er von ihm persönlich gefreit und als Edler (nobilis) bezeichnet. Im Jahr 1355 wurde ihm vom Kurfürsten die Zollerhebung zu Boppard erlaubt. Im gleichen Jahr verstarb Heinrich IV. und wurde als erster aus der Familie der Beyer von Boppard in der Grablege im Kloster Marienberg, zu dem die Familie schon lange gute Beziehungen pflegte, bestattet.

### Simon
Heinrichs IV. Sohn und Erbfolger Simon Beyer von Boppard, der mit Elisabeth von Rhens verheiratet war, verstarb kurz nach Heinrich IV. im Jahr 1357.

### Nebenlinie von Heinrich V.
Der jüngere Bruder von Simon Beyer von Boppard war Heinrich V. Beyer von Boppard. Es wird in einer Urkunde von 1341 erwähnt, durch die ihn Kurfürst Balduin von Luxemburg zusammen mit seinen Geschwistern Simon und Philipp zu gleichen Teil zu Erbburggrafen von Sterrenberg ernannte. Am 23. Februar 1341 bekam er einen Teil der Feste Tannenberg zu Lehen. Im Jahr 1345 tritt er auch als Burggraf von Starkenburg in Erscheinung. Durch seine Ehe mit Guda von Cronberg einer Tochter von Hartmut V. von Cronberg stiftete Heinrich eine Nebenlinie im Stammbaum der Beyer von Boppard, die nach sechs Generationen erlosch. Heinrich V. verstarb wahrscheinlich schon vor 1355.
Erbfolger von Heinrich V. war Hartmann I. Beyer von Boppard. Wie sein Vater war er auch Burggraf von Starkenburg und Ritter auf Burg Tannenberg. Im Jahr 1378 wurde er Burgmann Graf Wilhelms von Katzenelnbogen und Ulrichs von Hanau auf Tannenberg. Ein Jahr später starb er. Verheiratet war er mit Margareta Kämmerer von Worms.
Der Erbfolger von Hartmann I. war Hartmann II. Beyer von Boppard. Er war mit Margareta von Schönberg verheiratet. Bis 1415 trat er urkundlich in Erscheinung.

### Heinrich VI und seine Brüder

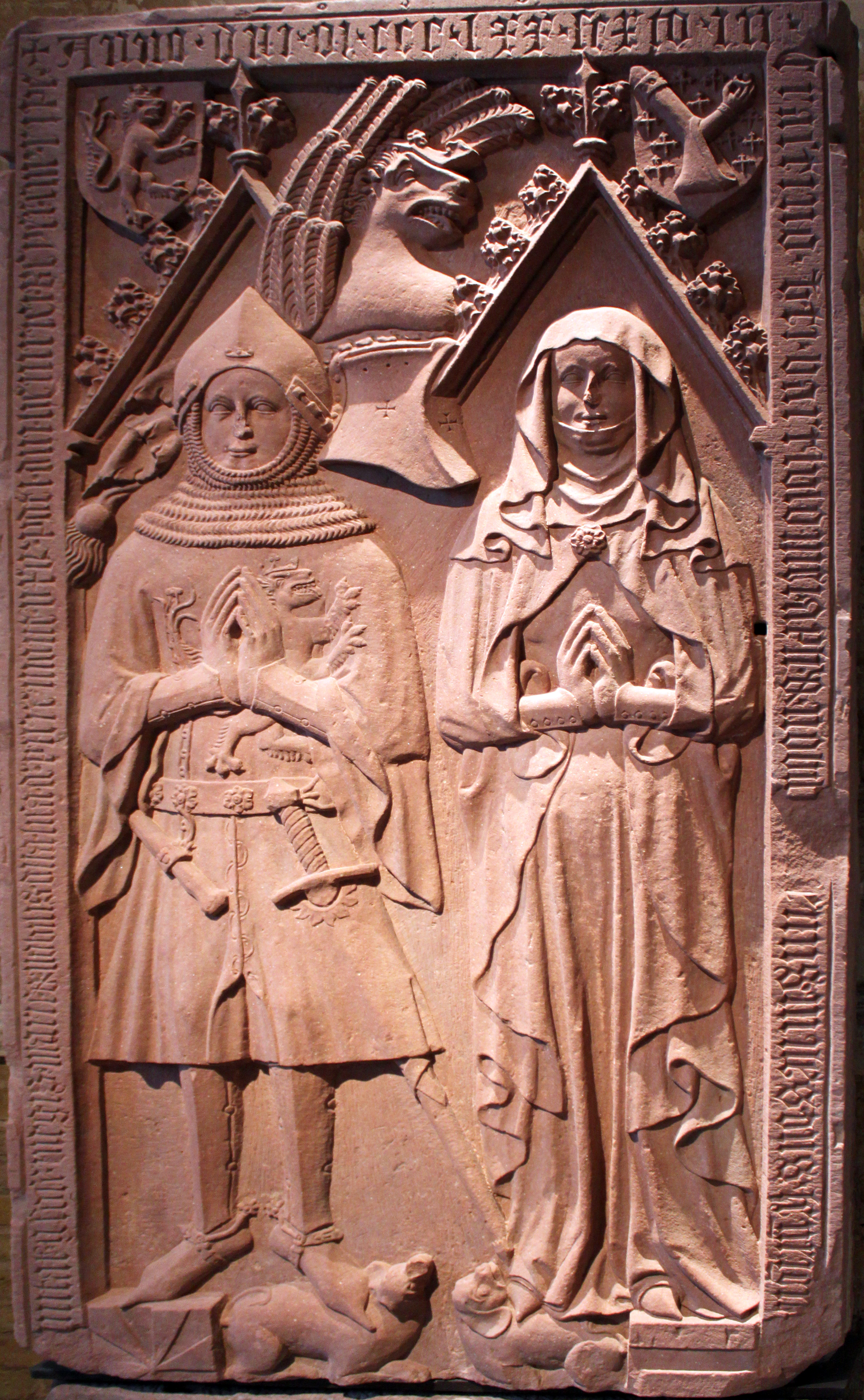
Grabplatte von Heinrich VI. Beyer v Boppard († 1376) und Lisa v. Lösnich († 1399)

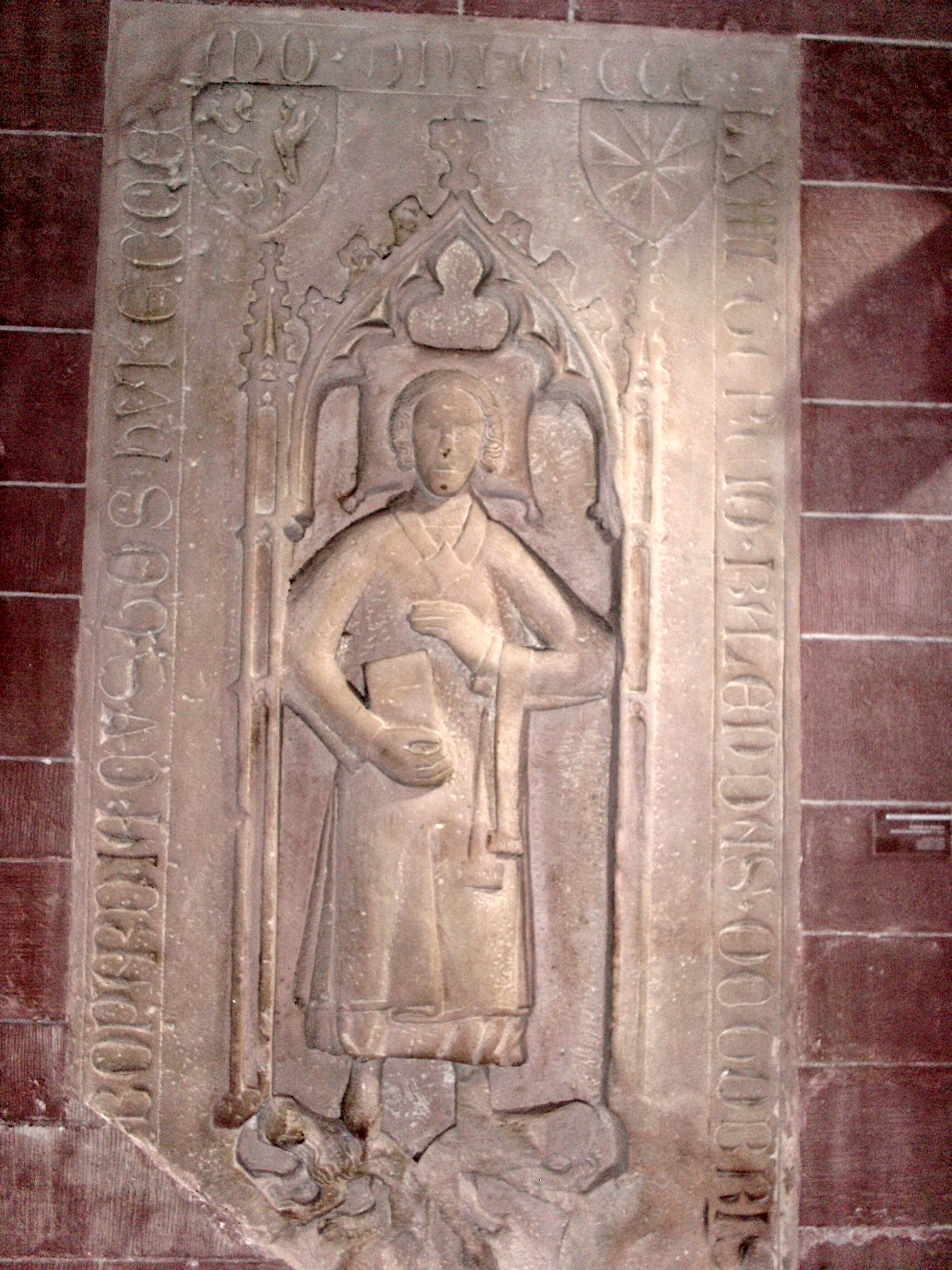
Grabplatte des Reinbold Beyer v. Boppard († 1364) im Wormser Dom

Zu den Enkeln von Heinrich IV. zählten Heinrich VI. Beyer von Boppard, Dietrich Beyer von Boppard und Reinbold Beyer von Boppard, die alle Söhne von Simon Beyer von Boppard und Elisabeth von Rhens waren. Heinrich VI. als ältester Sohn übernahm vom Vater Amt und Familienbesitz und verhalf der Familie zu neuem Ansehen. Er heiratete Lisa von Lösnich, die Erbtochter von Konrad von Lösnich und Witwe des Cuno von Pyrmont. Dadurch erlangte er eine bedeutende Stellung an der Mosel. Seine Brüder wurden Geistliche. Dietrich war von 1359 bis 1365 Bischof von Worms und anschließend bis zu seinem Tod Bischof von Metz.

### Konrad I.
Konrad Beyer von Boppard der Sohn und Erbfolger von Heinrich VI. Sein Onkel Dietrich ebnete ihm den Weg nach Lothringen. Konrad wurde 1383 bischöflicher Rat von Dietrich dem Bischof von Metz. Er heiratete Marie de Parroye. Im Jahr 1401 arrangierte Konrad eine Erbteilung mit seinen Schwestern Adelheit und Sibylle somit mit Tilmann von Hagen zur Motte, weil er Kinder mit einer Beyer von Boppard hatte. Dabei erhielten Tilmann von Hagen und Konrad Beyer von Boppard gemeinsam den Beyerhof in Boppard. Im Jahr 1421 erhob ihn König Sigmund in Preßburg in den erblichen Freiherrenstand. Wenige Monate später am 6. Oktober 1421 starb er und wurde im Familiengrab im Kloster Marienberg neben seiner Frau, die im Jahr 1395 verstorben war, beigesetzt.

### Heinrich VIII. und seine Brüder
Konrad und seine Frau Marie hatten einige Söhne und Töchter. Der Sohn Konrad II. Beyer von Boppard war seit 1416 bis zu seinem Tod 1459 Bischof von Metz. Seine Tochter Elisabeth Beyer von Boppard heiratete Arnold von Sierck. Ihr gemeinsamer Sohn war Jakob I. von Sierck ein Kurfürst von Trier. Heinrich VIII. Beyer von Boppard, Sohn von Konrad, war der Stammhalter der Familie. Er heiratete Agnes von Ochsenstein und wurde Herr von Castel-Brehain, Unterlandvogt im Elsaß und 1408 Rat des Herzogs Karl II. von Lothringen. Im Jahr 1482 verstarb er. Sein Sohn Heinrich X. Beyer von Boppard führte die Hauptlinie der Familie fort. Er war Herr von Castel und de la Tour. Im Jahr 1462 verstarb er.

### Weitere Ahnenlinie

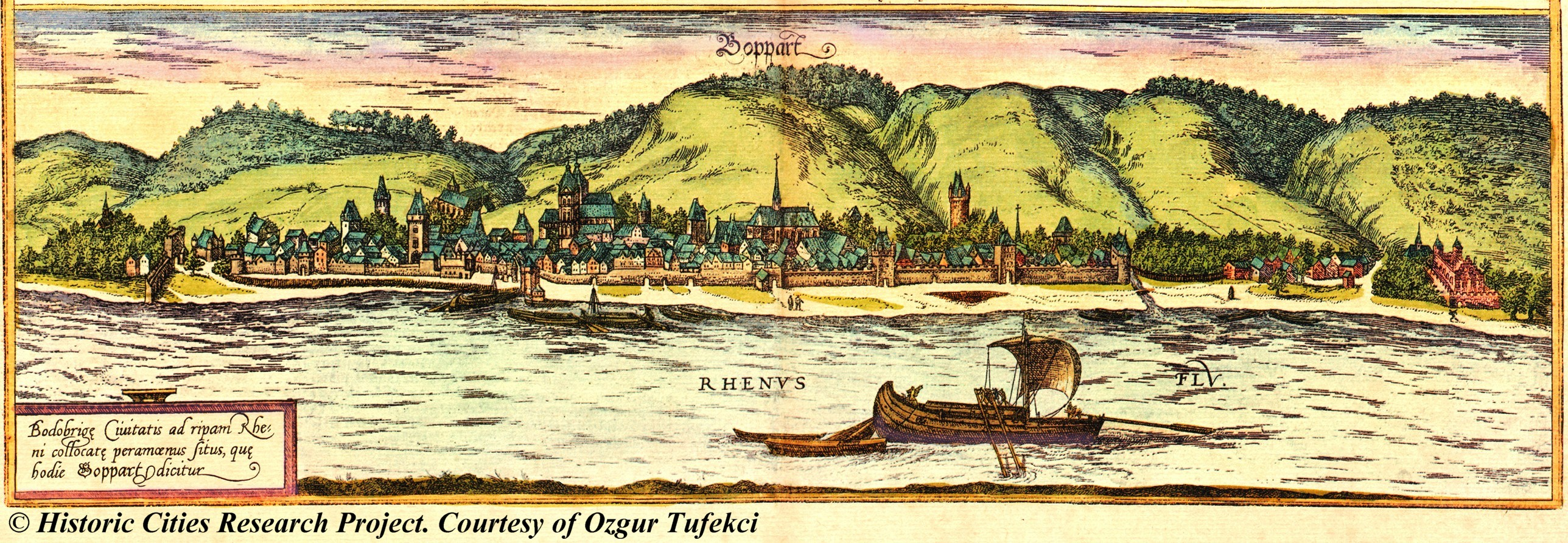
Der um das Jahr 1580 von Braun und Hogenberg geschaffene Kupferstich, die älteste vom Bopparder Königshof erhaltene Ansicht, zeigt das Gebäude ganz rechts im Bild bereits nur noch als dachlose Ruine.

In direkter Ahnenlinie folgten ihm Johann, Herr von Castel und de la Tour († 1498), Adam, Herr von Castel, de la Tour und Lannoy, Herrn zu Alben, 1508 Landvogt des Bistums Metz. Der nächste Vertreter in der Hauptlinie der Beyer von Boppard war Johann († 1543), ihm folgten Georg, Freiherr von Bruchcastel, de la Tour und Lannoy († vor 1555) und Adam († 1573). Der letzte männliche Vertreter der Familie der Bayer war Georg Bernhard, der am 11. Oktober 1598 im Alter von 33 Jahren im Kampf gegen die Türken fiel. Seine Schwester Anna war verheiratet mit Christoph von Criechingen und Pittingen und seine zweite Schwester Maria Elisabeth war in erster Ehe verheiratet mit Johann von Chatelet und in zweiter Ehe mit Réné von Choiseul und von Clermont. Mit ihnen starben die Beyer von Boppard aus. Die verschiedenen Nebenlinien waren bereits im 15. und 16. Jahrhundert erloschen.
Im Bopparder Krieg von 1497 standen die Beyer von Boppard, ebenso wie nach der Verpfändung Boppards, aufseiten des Kurfürsten von Trier. Da die Beyer zu dieser Zeit nicht mehr in Boppard ansässig waren, konnten sie auch nicht unmittelbar in Kämpfe verwickelt werden. Jedoch ließ die Stadt Boppard aus Sicherheitsgründen den Königshof zu Boppard niederbrennen. Die Beyer haben deswegen später auf Schadensersatz geklagt und Recht erhalten. In diesem Zusammenhang ist wohl auch der Überfall auf den Beyerhof am Dreikönigstag des Jahres 1501 unter Führung des Johann von Eltz zu sehen.

## Wappen

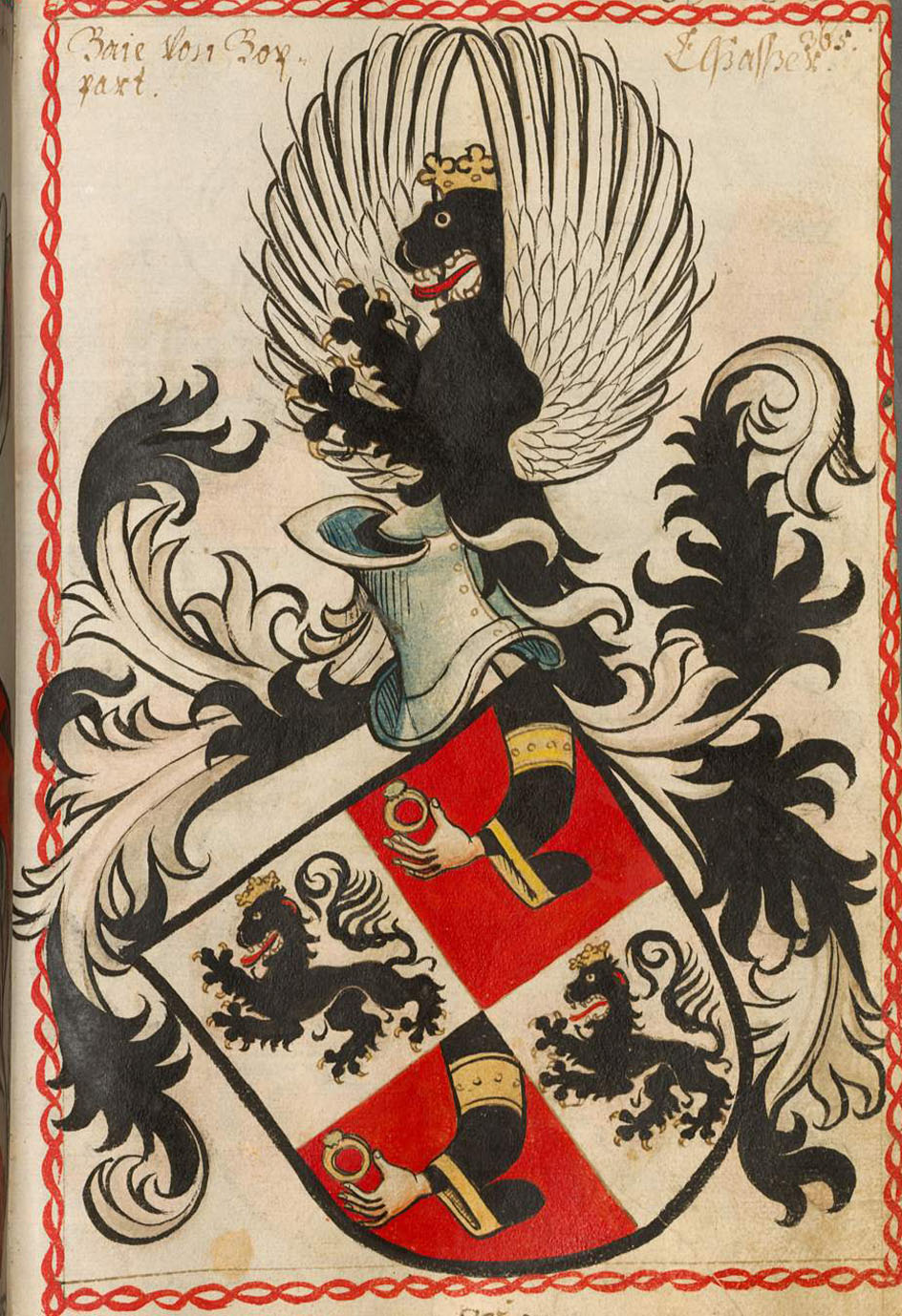
Quadriertes Wappen Beyer v. Boppard und v. Lösnich

Das Stammwappen der Beyer von Boppard war ein schwarzer, nach links steigender Löwe mit Krone und in Silber. Die Blasonierung lautet: „In Silber ein schwarzer, rot bewehrter und gezungter, golden gekrönter Löwe. Auf dem Helm mit schwarz-silbernen Decken ein wachsender schwarzer, rot bewehrter und gezungter, golden gekrönter Löwenrumpf zwischen einem silbernen Flug.“
Das gleiche Wappen verwendete auch die Bopparder Familie Metzenhaus. Mit einem Löwen ohne Krone wurde das Wappen von den Bopparder Familien Kolb und die von der Pforte getragen.
Konrad Beyer, einer der Söhne aus der Ehe mit Lisa von Lösnich, quartierte das Stammwappen der Beyer mit dem der Ritter von Lösnich, das seine Mutter führte. Das Wappen derer von Lösnich war ein silberner Frauenarm mit Hängeärmel in Rot.
Das Wappen der Kunigunde, einer Urenkelin von Heinrich VI. Beyer von Boppard, das auf ihrer Grabplatte zu sehen ist, hat rechts oben das Stammwappen der Beyer, darunter das Wappen derer von Lösnich und links ist das Wappen ihres Mannes Adam I. Kämmerer von Worms gen. von Dalberg.

## Grablege im Kloster Marienberg

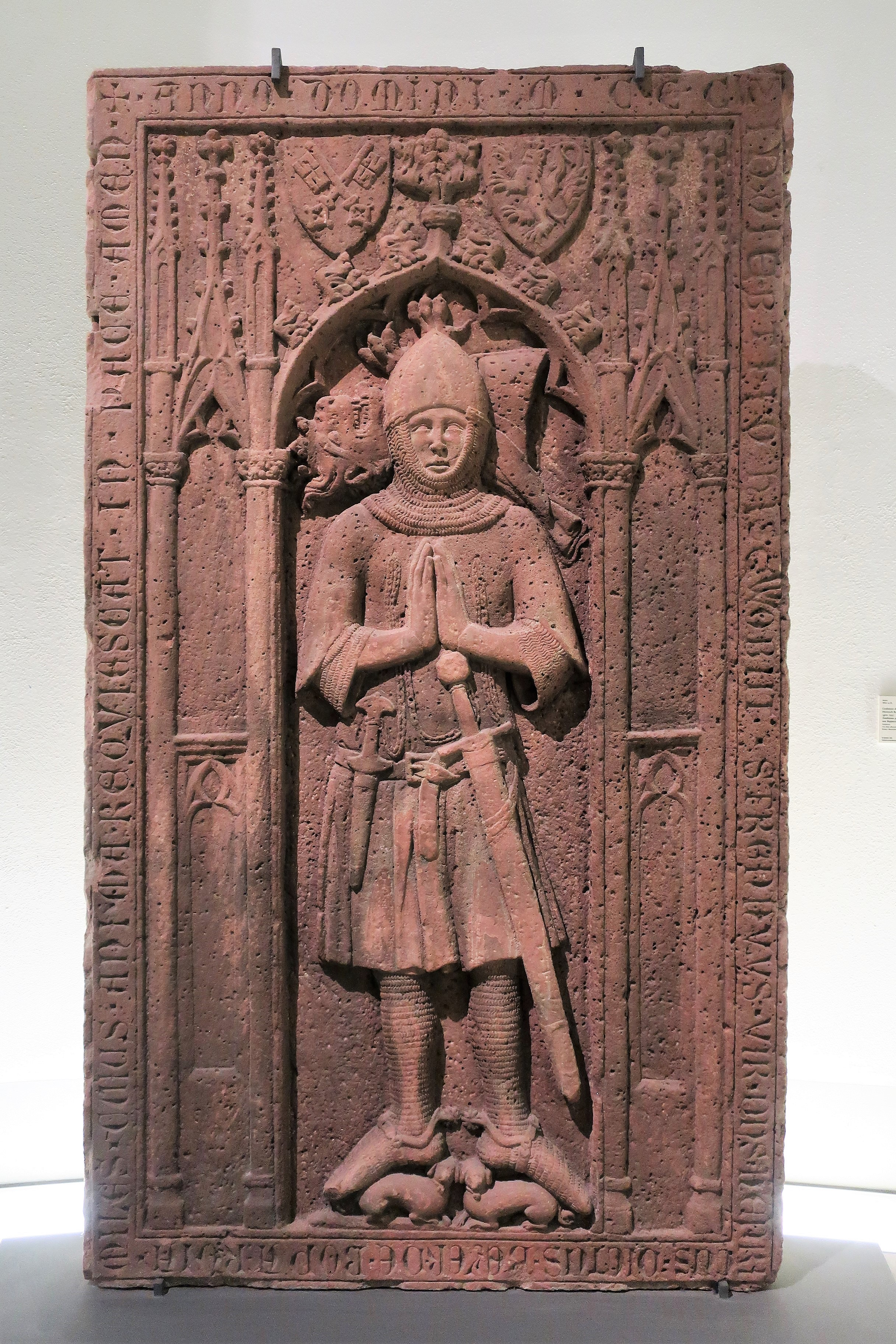
Grabplatte von Heinrich IV Beyer von Boppard

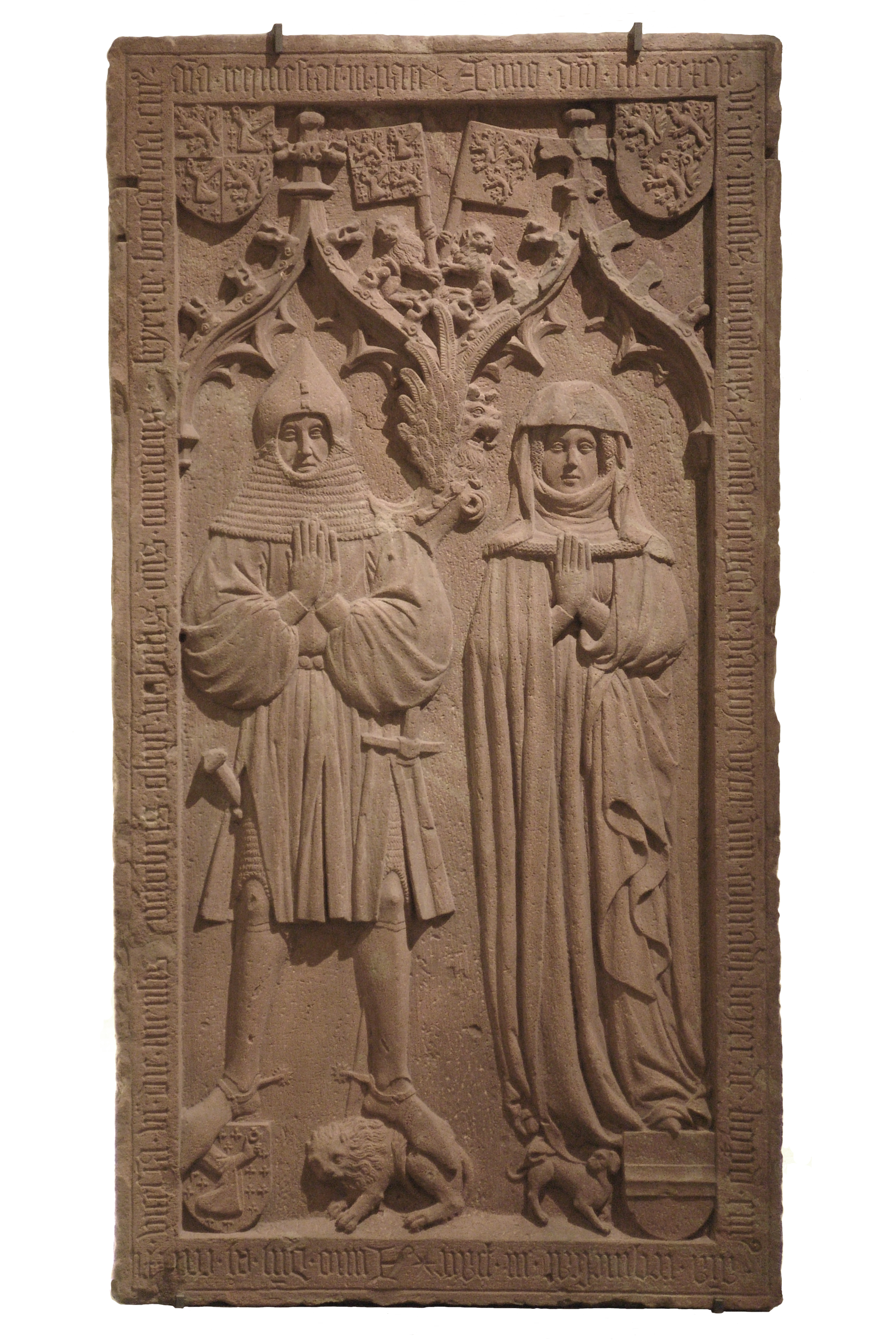
Grabplatte des Conrad Beyer von Boppard und seiner Frau Merga von Parroy

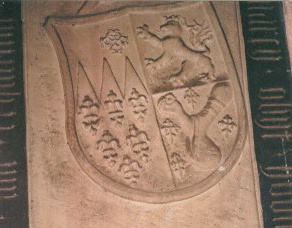
Wappen als Bestandteil der Grabplatte von Kunigunde, einer Urenkelin von Heinrich VI. Beyer v. Boppard im Kreuzgang des ehemaligen Klosters Marienberg

Seit Heinrich IV. hatte die Familie der Beyer von Boppard eine Grablege in der Kirche des vor der Stadt Boppard gelegenen Benediktinerinnenklosters Marienberg. Neben Heinrich IV. wurden dort auch sein Sohn und Erbe Simon Beyer von Boppard und dessen Erbe Heinrich VI. mit seiner Frau Lisa von Lösnich und auch Konrad mit seiner Frau Merga beigesetzt. 
Von Heinrich IV., Heinrich VI. mit Frau Lisa von Lösnich und von Konrad mit Frau Merga sind drei große Grabplatten aus Mainsandstein erhalten. Die Forschung ging zunächst wahrscheinlich voreilig davon aus, dass die drei mittelalterlichen Grabplatten der Beyer von Boppard als Epitaphe ursprünglich im Kapitelsaal aufgestellt wurden und nicht am Familiengrab in der Klosterkirche angebracht waren. Vom Kapitelsaal waren sie bald nach 1838, wie die erst seitdem möglichen Verwitterungsspuren zeigen, an die Wand der südlichen Vorhalle des Kreuzgangs versetzt worden. Im Kapitelsaal dürften sie sich auf jeden Fall zum Zeitpunkt der Klosteraufhebung 1802 befunden haben, da sie den Abriss der Kirche in den Jahren danach überstanden. Sie werden wohl auch bereits 1773 beziehungsweise seit der Renovatio des Klosters 1738–70 an diesem Ort gestanden haben. Es ist anzunehmen, dass es sich bei dem Grabsteinen zunächst um Tumbenplatten gehandelt hat. Ihr guter Erhaltungszustand zeigt zudem, dass sie erhöht gelegen hat, also keinen Fußtritten ausgesetzt war. Im April 1914 wurden sie dann vom Direktor der damaligen Kaltwasseranstalt Marienberg zusammen mit weiteren Grabplatten an das Kaiser-Friedrich-Museum in Berlin verkauft. Eine Grabplatte oder ein Epitaph von Simon Beyer von Boppard nicht bekannt.
Die Grabplatte von Heinrich IV. hat eine Höhe von 277 cm, eine Breite 160 cm und eine Tiefe von 20 cm. Für ein Einzelgrab ist dies eine recht breite Platte. Sie hat eine Randleiste mit umlaufender Inschrift, einen aufwendigen Rahmen und in einer eingetieften Nische in der Mitte der Platte die in voller Rüstung dargestellte Figur Heinrichs IV. Über dem Bogen des Rahmen und seitlich der Kreuzblume befinden sich zwei Wappen. Rechts ist das Familienwappen der Beyer von Boppard mit einem nach links steigenden und gekrönten Löwen und links befinden sich zwei gekreuzte Schlüssel als Symbol des königlichen Burggrafenamts, das Heinrich IV. innehatte. Der Kopf des vollständig gerüstete Heinrich IV. liegt auf einem prachtvollen, mit gekrönten Löwen verzierten Kübelhelm. Unter seinen Füßen ruhen zwei nach innen gewandte kleine Hunden. Über seiner Kettenrüstung trägt er einen knielangen Waffenrock und eine spitze Beckenhaube mit Kettenbrünne. Am ledernen Goller sind Ketten angebracht, an denen der Dolch und das Schwert hängen. Die zuvor genannte Umschrift in gotischer Majuskel lautet: + ANNO • DOMINI Mº • CCCLV / IN • DIE • B(EA)TI • IOH(ANN)IS • EW(ANGELISTE)/ OBIIT • STRENVVS • VIR • D(OMI)N(V)S • HENRI/CUS • DICTUS • BEYER • DE • BOPARDIA • / MILES • CUIUS • ANIMA • REQVIESCAT • IN • PACE • AMEN • („Im Jahr des Herrn 1355 am Tag des heiligen Johannes Evangelist [27. Dezember] starb der gestrenge Mann Herr Heinrich genannt Beyer von Boppard, Ritter. Seine Seele möge in Frieden ruhen, Amen“).
Die Grabplatte Heinrichs VI. und seiner Frau Lisa von Lösnich hat eine  eine Höhe von etwa 275 cm, eine Breite von 134,5 cm und eine Tiefe von 20 cm. Die Platte von Konrad mit seiner Frau hat eine Höhe von 312 cm, einer Breite von 166 cm und eine Tiefe von 22 cm.
Das Epitaph der Adelheid Beyer von Boppard, Tochter Heinrichs VI. und seiner Frau Lisa, hing ebenfalls ursprünglich im Kapitelsaal. Nach der Aufhebung des Klosters wurde es ebenfalls an der Wand der südlichen Vorhalle angebracht. Im Gegensatz zu den zuvorgenannten deutlich größeren Grabplatten befindet sich das Epitaph heute noch dort.
Von der 1477 verstorbenen Kunigunde Beyer von Boppard, Tochter von Heinrich VIII. und seiner Frau Agnes, ist ebenfalls in Marienberg bestattet. Ihre Grabplatte befindet sich heute noch an ihrem ursprünglichen Ort plan in die Wand des nördlichen Kreuzgangflügels eingelassen.
Außerdem wurde die Nonne des Klosters Marienberg Maria Beyer von Boppard, die im Jahr 1553 verstarb, in der Grablege beigesetzt. Bemerkenswert ist, dass sie sich einen Gedenkstein mit einer anderen ehemaligen Nonne des Klosters, die am gleichen Tag verstarb, teilt.
Neben dem Hochaltar auf der Evangelienseite der Marienberger Klosterkirche befand sich eine Gedenktafel von Georg Beyer von Boppard, Sohn aus der Ehe des Adam Beyer von Boppard mit Maria von Malberg. Unklar ist allerdings, ob Georg in Marienberg bestattet wurde. Obwohl die Tafel den Abriss der Kirche im Jahr 1802 überstanden hatte und noch 1856 im Klosterbereich nachgewiesen werden konnte, gilt sie heute als verschollen.

## Stammsitz
Der Stammsitz der Beyer von Boppard befand sich, obwohl die Beyer seit Ende des 14. Jahrhunderts überwiegend in Lothringen lebten, bis zum Aussterben des Adelsgeschlechtes im 16. Jahrhundert in Boppard zwischen dem Eltzer Hof, der Judengasse und der Christengasse. Die heutige Bayerhofgasse führte direkt auf den Hof. Bis auf wenige Reste ist der Adelshof heute abgegangen.
Nach dem Aussterben der Beyer von Boppard im Mannesstamm ging der Königshof und der Beyerhof an Christoph von Criechingen und Pittingen Johann von Chatelet, die jeweils mit einer Schwester des verstorbenen Georg Bernhard Beyer von Boppard verheiratet waren. Für das Jahr 1663 ließ sich nachweisen, dass die beiden Höfe im Besitz von Philipp Franz von Sötern waren. Dieser verkaufte beide Höfe 1663 an Johann Philipp von Walderdorff. Durch den Amtsverwalter Hugo Peter Herger in Boppard ist bestätigt, dass sich beide Höfe im Jahr 1789 noch im Besitz derer von Walderdorff befanden. Herger beschreibt in seinen Aufzeichnungen den Beyerhof als steinerne Überbleibsel einer alten Burg. Bei dieser soll sich noch ein Hofhaus, eine Stallung und kleine Gärten befunden haben. Auf der anderen Seite der Judengasse befand sich noch ein Hausplatz. Für das Jahr 1827 wird der Landwirt Jakob Haebel als Besitzer großer Teil des Beyerhof genannt.

## Sagen

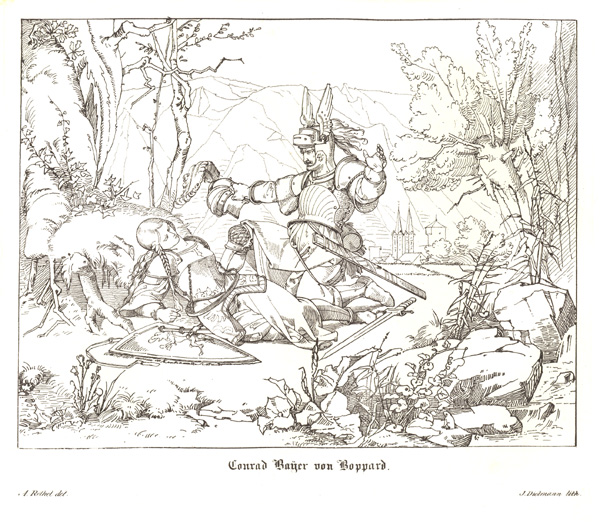
Zeichnung von Adelheid von Stolterfoth: Zu sehen ist Konrad Bayer von Boppard, der den Tod von Maria betrauert.

### Gründung des Klosters Marienberg
Nach einer Sage wurde das Kloster Marienberg durch Konrad Beyer von Boppard gegründet. Da seine Freunde ihn dazu gebracht hatten, gab er Anfang des 12. Jahrhunderts seiner Braut Maria das Eheversprechen zurück. Obwohl er dies schnell bereut habe, sei er zu stolz gewesen, dies zuzugeben. Daraufhin wurde Konrad Beyer von Boppard von der als Mann verkleideten Maria zum Duell herausgefordert. In diesem Duell tötete Konrad die geliebte Maria. Nachdem ihm bewusst wurde, wen er getötet hatte, ließ das Kloster Marienberg errichten. Anschließend zog Konrad Beyer von Boppard zum Sterben in den Krieg.

### Die Feindlichen Brüder
Die Feindlichen Brüder sind eine im späten 16. Jahrhundert entstandene deutsche Sage um die unmittelbar beieinander liegenden Burgen Sterrenberg und Liebenstein. Der Sage nach gehörten die beiden Burgen der Familie der Beyer von Boppard und wurden von den Geschwistern Heinrich und Konrad von Beyer bewohnt. Diese gerieten in Feindschaft, weil sie sich beide in Hildegard Brömser verliebten.

## Stammbaum
In diesem Stammbaum wird die Hauptlinie der Beyer von Boppard begonnen bei Heinrich IV. Beyer von Boppard († 1355). Beendet wird die Darstellung bei Heinrich X. Beyer von Boppard († 1462).
|                                  |                                  |                                  |                                  |                                  |                                  |  |  | Heinrich IV. Beyer von Boppard |                         |                          |                          |                          |                          |                          |                          |                              |                              |                              |                              |                              |                              |                         |                         |                            |                            |                            |                            |                            |                            |                          |                          |                            |                            |                             |                             |                             |                             |                             |                             |                             |                             |                             |                             |                             |                             |
|                                  |                                  |                                  |                                  |                                  |                                  |  |  |                                |                         |                          |                          |                          |                          |                          |                          |                              |                              |                              |                              |                              |                              |                         |                         |                            |                            |                            |                            |                            |                            |                          |                          |                            |                            |                             |                             |                             |                             |                             |                             |                             |                             |                             |                             |                             |                             |
|                                  |                                  |                                  |                                  |                                  |                                  |  |  |                                |                         |                          |                          |                          |                          |                          |                          |                              |                              |                              |                              |                              |                              |                         |                         |                            |                            |                            |                            |                            |                            |                          |                          |                            |                            |                             |                             |                             |                             |                             |                             |                             |                             |                             |                             |                             |                             |
| Heinrich V. Beyer von Boppard    | Heinrich V. Beyer von Boppard    | Heinrich V. Beyer von Boppard    | Heinrich V. Beyer von Boppard    | Heinrich V. Beyer von Boppard    | Heinrich V. Beyer von Boppard    |  |  | Simon Beyer von Boppard        | Simon Beyer von Boppard | Simon Beyer von Boppard  | Simon Beyer von Boppard  | Simon Beyer von Boppard  | Simon Beyer von Boppard  |                          |                          | Elisabeth von Rhens          | Elisabeth von Rhens          | Elisabeth von Rhens          | Elisabeth von Rhens          | Elisabeth von Rhens          | Elisabeth von Rhens          |                         |                         | Agnes Beyer von Boppard    | Agnes Beyer von Boppard    | Agnes Beyer von Boppard    | Agnes Beyer von Boppard    | Agnes Beyer von Boppard    | Agnes Beyer von Boppard    |                          |                          |                            |                            |                             |                             |                             |                             |                             |                             |                             |                             |                             |                             |                             |                             |
| Heinrich V. Beyer von Boppard    | Heinrich V. Beyer von Boppard    | Heinrich V. Beyer von Boppard    | Heinrich V. Beyer von Boppard    | Heinrich V. Beyer von Boppard    | Heinrich V. Beyer von Boppard    |  |  | Simon Beyer von Boppard        | Simon Beyer von Boppard | Simon Beyer von Boppard  | Simon Beyer von Boppard  | Simon Beyer von Boppard  | Simon Beyer von Boppard  |                          |                          | Elisabeth von Rhens          | Elisabeth von Rhens          | Elisabeth von Rhens          | Elisabeth von Rhens          | Elisabeth von Rhens          | Elisabeth von Rhens          |                         |                         | Agnes Beyer von Boppard    | Agnes Beyer von Boppard    | Agnes Beyer von Boppard    | Agnes Beyer von Boppard    | Agnes Beyer von Boppard    | Agnes Beyer von Boppard    |                          |                          |                            |                            |                             |                             |                             |                             |                             |                             |                             |                             |                             |                             |                             |                             |
|                                  |                                  |                                  |                                  |                                  |                                  |  |  |                                |                         |                          |                          |                          |                          |                          |                          |                              |                              |                              |                              |                              |                              |                         |                         |                            |                            |                            |                            |                            |                            |                          |                          |                            |                            |                             |                             |                             |                             |                             |                             |                             |                             |                             |                             |                             |                             |
|                                  |                                  |                                  |                                  |                                  |                                  |  |  |                                |                         |                          |                          |                          |                          |                          |                          |                              |                              |                              |                              |                              |                              |                         |                         |                            |                            |                            |                            |                            |                            |                          |                          |                            |                            |                             |                             |                             |                             |                             |                             |                             |                             |                             |                             |                             |                             |
| Heinrich VI. Beyer von Boppard   | Heinrich VI. Beyer von Boppard   | Heinrich VI. Beyer von Boppard   | Heinrich VI. Beyer von Boppard   | Heinrich VI. Beyer von Boppard   | Heinrich VI. Beyer von Boppard   |  |  | Lisa von Lösnich               | Lisa von Lösnich        | Lisa von Lösnich         | Lisa von Lösnich         | Lisa von Lösnich         | Lisa von Lösnich         |                          |                          | Dietrich Beyer von Boppard   | Dietrich Beyer von Boppard   | Dietrich Beyer von Boppard   | Dietrich Beyer von Boppard   | Dietrich Beyer von Boppard   | Dietrich Beyer von Boppard   |                         |                         | Reinbold Beyer von Boppard | Reinbold Beyer von Boppard | Reinbold Beyer von Boppard | Reinbold Beyer von Boppard | Reinbold Beyer von Boppard | Reinbold Beyer von Boppard |                          |                          |                            |                            |                             |                             |                             |                             |                             |                             |                             |                             |                             |                             |                             |                             |
| Heinrich VI. Beyer von Boppard   | Heinrich VI. Beyer von Boppard   | Heinrich VI. Beyer von Boppard   | Heinrich VI. Beyer von Boppard   | Heinrich VI. Beyer von Boppard   | Heinrich VI. Beyer von Boppard   |  |  | Lisa von Lösnich               | Lisa von Lösnich        | Lisa von Lösnich         | Lisa von Lösnich         | Lisa von Lösnich         | Lisa von Lösnich         |                          |                          | Dietrich Beyer von Boppard   | Dietrich Beyer von Boppard   | Dietrich Beyer von Boppard   | Dietrich Beyer von Boppard   | Dietrich Beyer von Boppard   | Dietrich Beyer von Boppard   |                         |                         | Reinbold Beyer von Boppard | Reinbold Beyer von Boppard | Reinbold Beyer von Boppard | Reinbold Beyer von Boppard | Reinbold Beyer von Boppard | Reinbold Beyer von Boppard |                          |                          |                            |                            |                             |                             |                             |                             |                             |                             |                             |                             |                             |                             |                             |                             |
|                                  |                                  |                                  |                                  |                                  |                                  |  |  |                                |                         |                          |                          |                          |                          |                          |                          |                              |                              |                              |                              |                              |                              |                         |                         |                            |                            |                            |                            |                            |                            |                          |                          |                            |                            |                             |                             |                             |                             |                             |                             |                             |                             |                             |                             |                             |                             |
|                                  |                                  |                                  |                                  |                                  |                                  |  |  |                                |                         |                          |                          |                          |                          |                          |                          |                              |                              |                              |                              |                              |                              |                         |                         |                            |                            |                            |                            |                            |                            |                          |                          |                            |                            |                             |                             |                             |                             |                             |                             |                             |                             |                             |                             |                             |                             |
| Konrad Beyer von Boppard         | Konrad Beyer von Boppard         | Konrad Beyer von Boppard         | Konrad Beyer von Boppard         | Konrad Beyer von Boppard         | Konrad Beyer von Boppard         |  |  | Merga von Parroye              | Merga von Parroye       | Merga von Parroye        | Merga von Parroye        | Merga von Parroye        | Merga von Parroye        |                          |                          | Adelheit Beyer von Boppard   | Adelheit Beyer von Boppard   | Adelheit Beyer von Boppard   | Adelheit Beyer von Boppard   | Adelheit Beyer von Boppard   | Adelheit Beyer von Boppard   |                         |                         | Sibylle Beyer von Boppard  | Sibylle Beyer von Boppard  | Sibylle Beyer von Boppard  | Sibylle Beyer von Boppard  | Sibylle Beyer von Boppard  | Sibylle Beyer von Boppard  |                          |                          |                            |                            |                             |                             |                             |                             |                             |                             |                             |                             |                             |                             |                             |                             |
| Konrad Beyer von Boppard         | Konrad Beyer von Boppard         | Konrad Beyer von Boppard         | Konrad Beyer von Boppard         | Konrad Beyer von Boppard         | Konrad Beyer von Boppard         |  |  | Merga von Parroye              | Merga von Parroye       | Merga von Parroye        | Merga von Parroye        | Merga von Parroye        | Merga von Parroye        |                          |                          | Adelheit Beyer von Boppard   | Adelheit Beyer von Boppard   | Adelheit Beyer von Boppard   | Adelheit Beyer von Boppard   | Adelheit Beyer von Boppard   | Adelheit Beyer von Boppard   |                         |                         | Sibylle Beyer von Boppard  | Sibylle Beyer von Boppard  | Sibylle Beyer von Boppard  | Sibylle Beyer von Boppard  | Sibylle Beyer von Boppard  | Sibylle Beyer von Boppard  |                          |                          |                            |                            |                             |                             |                             |                             |                             |                             |                             |                             |                             |                             |                             |                             |
|                                  |                                  |                                  |                                  |                                  |                                  |  |  |                                |                         |                          |                          |                          |                          |                          |                          |                              |                              |                              |                              |                              |                              |                         |                         |                            |                            |                            |                            |                            |                            |                          |                          |                            |                            |                             |                             |                             |                             |                             |                             |                             |                             |                             |                             |                             |                             |
|                                  |                                  |                                  |                                  |                                  |                                  |  |  |                                |                         |                          |                          |                          |                          |                          |                          |                              |                              |                              |                              |                              |                              |                         |                         |                            |                            |                            |                            |                            |                            |                          |                          |                            |                            |                             |                             |                             |                             |                             |                             |                             |                             |                             |                             |                             |                             |
| Heinrich VIII. Beyer von Boppard | Heinrich VIII. Beyer von Boppard | Heinrich VIII. Beyer von Boppard | Heinrich VIII. Beyer von Boppard | Heinrich VIII. Beyer von Boppard | Heinrich VIII. Beyer von Boppard |  |  | Agnes von Ochsenstein          | Agnes von Ochsenstein   | Agnes von Ochsenstein    | Agnes von Ochsenstein    | Agnes von Ochsenstein    | Agnes von Ochsenstein    |                          |                          | Konrad II. Beyer von Boppard | Konrad II. Beyer von Boppard | Konrad II. Beyer von Boppard | Konrad II. Beyer von Boppard | Konrad II. Beyer von Boppard | Konrad II. Beyer von Boppard |                         |                         | Andreas Beyer von Boppard  | Andreas Beyer von Boppard  | Andreas Beyer von Boppard  | Andreas Beyer von Boppard  | Andreas Beyer von Boppard  | Andreas Beyer von Boppard  |                          |                          | Dietrich Beyer von Boppard | Dietrich Beyer von Boppard | Dietrich Beyer von Boppard  | Dietrich Beyer von Boppard  | Dietrich Beyer von Boppard  | Dietrich Beyer von Boppard  |                             |                             | Elisabeth Beyer von Boppard | Elisabeth Beyer von Boppard | Elisabeth Beyer von Boppard | Elisabeth Beyer von Boppard | Elisabeth Beyer von Boppard | Elisabeth Beyer von Boppard |
| Heinrich VIII. Beyer von Boppard | Heinrich VIII. Beyer von Boppard | Heinrich VIII. Beyer von Boppard | Heinrich VIII. Beyer von Boppard | Heinrich VIII. Beyer von Boppard | Heinrich VIII. Beyer von Boppard |  |  | Agnes von Ochsenstein          | Agnes von Ochsenstein   | Agnes von Ochsenstein    | Agnes von Ochsenstein    | Agnes von Ochsenstein    | Agnes von Ochsenstein    |                          |                          | Konrad II. Beyer von Boppard | Konrad II. Beyer von Boppard | Konrad II. Beyer von Boppard | Konrad II. Beyer von Boppard | Konrad II. Beyer von Boppard | Konrad II. Beyer von Boppard |                         |                         | Andreas Beyer von Boppard  | Andreas Beyer von Boppard  | Andreas Beyer von Boppard  | Andreas Beyer von Boppard  | Andreas Beyer von Boppard  | Andreas Beyer von Boppard  |                          |                          | Dietrich Beyer von Boppard | Dietrich Beyer von Boppard | Dietrich Beyer von Boppard  | Dietrich Beyer von Boppard  | Dietrich Beyer von Boppard  | Dietrich Beyer von Boppard  |                             |                             | Elisabeth Beyer von Boppard | Elisabeth Beyer von Boppard | Elisabeth Beyer von Boppard | Elisabeth Beyer von Boppard | Elisabeth Beyer von Boppard | Elisabeth Beyer von Boppard |
|                                  |                                  |                                  |                                  |                                  |                                  |  |  |                                |                         |                          |                          |                          |                          |                          |                          |                              |                              |                              |                              |                              |                              |                         |                         |                            |                            |                            |                            |                            |                            |                          |                          |                            |                            |                             |                             |                             |                             |                             |                             |                             |                             |                             |                             |                             |                             |
|                                  |                                  |                                  |                                  |                                  |                                  |  |  |                                |                         |                          |                          |                          |                          |                          |                          |                              |                              |                              |                              |                              |                              |                         |                         |                            |                            |                            |                            |                            |                            |                          |                          |                            |                            |                             |                             |                             |                             |                             |                             |                             |                             |                             |                             |                             |                             |
| Heinrich X. Beyer von Boppard    | Heinrich X. Beyer von Boppard    | Heinrich X. Beyer von Boppard    | Heinrich X. Beyer von Boppard    | Heinrich X. Beyer von Boppard    | Heinrich X. Beyer von Boppard    |  |  |                                |                         | Konrad Beyer von Boppard | Konrad Beyer von Boppard | Konrad Beyer von Boppard | Konrad Beyer von Boppard | Konrad Beyer von Boppard | Konrad Beyer von Boppard |                              |                              | Simon Beyer von Boppard      | Simon Beyer von Boppard      | Simon Beyer von Boppard      | Simon Beyer von Boppard      | Simon Beyer von Boppard | Simon Beyer von Boppard |                            |                            | Johann Beyer von Boppard   | Johann Beyer von Boppard   | Johann Beyer von Boppard   | Johann Beyer von Boppard   | Johann Beyer von Boppard | Johann Beyer von Boppard |                            |                            | Kunigunde Beyer von Boppard | Kunigunde Beyer von Boppard | Kunigunde Beyer von Boppard | Kunigunde Beyer von Boppard | Kunigunde Beyer von Boppard | Kunigunde Beyer von Boppard |                             |                             |                             |                             |                             |                             |
| Heinrich X. Beyer von Boppard    | Heinrich X. Beyer von Boppard    | Heinrich X. Beyer von Boppard    | Heinrich X. Beyer von Boppard    | Heinrich X. Beyer von Boppard    | Heinrich X. Beyer von Boppard    |  |  |                                |                         | Konrad Beyer von Boppard | Konrad Beyer von Boppard | Konrad Beyer von Boppard | Konrad Beyer von Boppard | Konrad Beyer von Boppard | Konrad Beyer von Boppard |                              |                              | Simon Beyer von Boppard      | Simon Beyer von Boppard      | Simon Beyer von Boppard      | Simon Beyer von Boppard      | Simon Beyer von Boppard | Simon Beyer von Boppard |                            |                            | Johann Beyer von Boppard   | Johann Beyer von Boppard   | Johann Beyer von Boppard   | Johann Beyer von Boppard   | Johann Beyer von Boppard | Johann Beyer von Boppard |                            |                            | Kunigunde Beyer von Boppard | Kunigunde Beyer von Boppard | Kunigunde Beyer von Boppard | Kunigunde Beyer von Boppard | Kunigunde Beyer von Boppard | Kunigunde Beyer von Boppard |                             |                             |                             |                             |                             |                             |